# S/Y Havana
S/Y Havana, er kendt fra tv-serien "Kurs mod fjerne kyster", hvor familien Beha over en 3-årig periode sejler jorden rundt. TV-serien, blev hurtigt populær. Da Havana efter 3 år til søs, sejlede ind i Københavns havn, med Kronborg om styrbord, havde ca. 20.000 mennesker taget opstilling, til at modtage familien. 1 Undervejs på jordomsejlingen, følger man familien Beha, både på lands og til vands. Undervejs, har de stor udskiftning af gaster.
Sejlbåden Havana, er bygget på værftet Jeanneau i 1991. Modellen er en Sun Odyssey 51. 2
Tekniske data:
Kaldesignal: OU6107 3
MMSI nummer: 219018658 3
Motor: Perkins MD802
Diesel: 380 liter2
Vand: 750 liter2
Længde: 15,35 meter2
Bredde: 4,85 meter2
Dybgang: 1,95 meter2
Mastehøjde over dæk: 18,9 meter.2

1 http://livsstil.tv2.dk/rejser/2017-07-15-et-aar-efter-utrolig-hjemkomst-nu-bliver-havana-gjort-klar-til-nye-sejlture (Besøgt d. 28-07-2019)
2 http://havana.dk/sy_havana/ Arkiveret 28. juli 2019 hos  Wayback Machine (Besøgt d. 28-07-2019)
3 https://www.marinetraffic.com/da/ais/details/ships/219018658 (Besøgt d. 28-07-2019)